# 遺作 (ゲーム)
『遺作』（いさく）は、1995年8月25日にエルフより発売された18禁アドベンチャーゲーム。および、それを原作としてピンクパイナップルより発売された18禁OVAである。
伊頭家シリーズ（またはおやぢシリーズ）の第1作で、伊頭家の長男である遺作が登場する、鬼畜系アドベンチャーゲームの先駆け的作品。ただし、本作はシリーズの後発作品とは異なり、タイトルにもなっている人物「遺作」は主人公ではなく、敵キャラクターとして登場する。

## 基本システム
まだ携帯できる通信機器が一般層に普及していない当時、プレイヤーは主人公の小暮健太となり、仲間たちとの会話や校舎内の散策で入手したアイテムを使うことによって行動範囲を広げ、桜蘭学園の旧校舎に閉じ込められた状況からの脱出を目指す。薄暗い校舎の中を移動するホラーゲームや、アイテムを探しながら校舎から脱出する脱出ゲームに分類される。
途中の会話の内容や行動によっては仲間が行方不明になることがあり、その場合は通常発見するアイテムのほか、遺作が行方不明になったヒロインを陵辱しているシーンを収めたビデオテープが落ちていることがある。全員揃っての脱出を目指すほか、陵辱シーンのビデオテープを集めるという遊び方もできるように構成されている。
途中には手がかりとして「メモ」を読む場面があり、そのための「紙のメモ」がパッケージ内に同梱されていた（初回生産分は不手際で同梱されておらず、後日発送されている）。手がかりをわざわざ紙媒体で添付する点には、PC-9801版発売当時に盛んだったソフトのレンタル/擬似レンタルへの対抗策が反映されている。

## ストーリー
桜蘭学園が夏休みを迎えた8月のある日、小暮健太のもとへ1通のラブレターが届いた。しかし、待ち合わせ場所になっていた旧校舎5階の音楽室に行くと、他にも数人が同じような手紙に釣られてやって来た。健太は自分が悪戯で手紙を送ったと皆から疑われるが、その間に出入口は施錠され、彼らは旧校舎に閉じ込められてしまう。そして、その校舎には伊頭遺作が潜んでいた。取り壊しを待つだけの旧校舎は以前から窓もすべて板貼りにされていたため、出入口を施錠されてしまった今となっては外への連絡手段すら無い。健太たちはこの状況から脱出するため、そして1年前に校内で発生した女生徒殺害事件の真相を明らかにするため、外への道を模索し始める。

## 登場人物
声優名は全て非公開。本編では琴未と美由紀にのみ個別エンディングが存在する。
小暮 健太（こぐれ けんた）
主人公。学業は振るわないが推理小説マニアで、勇敢さと頭の回転の良さを併せ持つ。宗光とはすべてが正反対で、ことあるごとに対立する（宗光が一方的に嫌っているという点も理由である）。
浅川 琴未（あさかわ ことみ）
健太の憧れの人。お嬢様で宗光とは幼馴染。
榊 美由紀（さかき みゆき）
透き通るような美人で健太のクラスメイトだが、1年前に妹を殺されたことから男性不信となる。妹を殺した犯人を捜している。
赤川 里香（あかがわ りか）
健太のクラスメイト。健太に想いを寄せている。容姿も性格も言動も幼く、それゆえに周囲を苛々させてしまいがち。
幹原 明美（みきはら あけみ）
健太のクラスメイトでテニス部部長。密かにテニス部顧問の吉沢教諭と交際している。担任の高島に挑戦的な態度を取る。
芹沢 美緒（せりざわ みお）
健太のクラスメイトで、明美の親友。ボーイッシュで喧嘩っ早い性格だが、友達思いで義理堅い。
高島 久美（たかしま くみ）
健太の学級担任。吉沢教諭を慕っているため、明美とは反目し合っている。一見すると生徒思いだが、実践が伴わない。
島田 陣八（しまだ じんぱち）
健太の親友。新聞部の部員で、いつもカメラを手放さない。優男に見えて肝は据わっている。
蘇我 宗光（そが むねみつ）
学園理事長の息子。高飛車な性格で、何かと健太と張り合おうとするが、ポーズと口先だけで中身がまったく伴わず、周囲からは白眼視されている。
伊頭 遺作（いとう いさく）
桜蘭学園用務員。悪い噂が絶えない男であり、美由紀の妹が殺された時にも真っ先に疑われた。ボサボサ頭に無精ヒゲ、ジャージ姿という外見に陰気かつ捻くれた性格で、健太を悪魔呼ばわりするなど非常に口が悪い。本作の黒幕にして元凶である。
若い娘にとにかく目が無い、倒錯した性欲とどす黒い獣欲の持ち主であり、欲望の限りを尽くして若い娘を蹂躙することを何よりの悦楽としている。美由紀の妹を強姦して殺した張本人であり（これには陣八が絡んでいた）、美由紀にとっては怨敵でもある。実は小学校で勤務していた頃、女子児童に性的関係を持とうとして手を出したのがばれて免職された過去があり、これが悪い噂の発端である。

## スタッフ
- 原画：横田守
- シナリオ：蛭田昌人

## 盗作
『盗作』（とうさく）は、PC-9801版パッケージに封入されている申込用紙を通じてメーカー通販で入手できた、本作のファンディスク。本編では琴未と美由紀にしか存在しないハッピーエンドが全ヒロイン分追加されたほか、パロディなどが収録されている。なお、Windowsリニューアル版とMacintosh版には、コンテンツの1つとして収録されている。

## 18禁OVA版
- 遺作（1997年、ピンクパイナップル）
  - 遺作 惨劇一「里香」
  - 遺作 惨劇二「琴未」
  - 遺作 惨劇三「美由紀」
  - 遺作 終劇「罪と罰」
- 遺作 〜Respect〜（2001年、ピンクパイナップル）
  - 遺作 〜Respect〜 第一幕「耻辱の牢獄」
  - 遺作 〜Respect〜 第二幕「牝の芳香」
  - 遺作 〜Respect〜 第三幕「快楽の果て」
  - 遺作 〜Respect〜 総集編「蔵出し 〜純白パンティーの一番絞り〜」
- 遺作 THE ANIMATION コアMIX （2014年、ピンクパイナップル）
  - 遺作 THE ANIMATION コアMIX メガ盛り オカズですよ 第一幕
  - 遺作 THE ANIMATION コアMIX メガ盛り オカズですよ 第二幕
  - 遺作 THE ANIMATION コアMIXセット

アニメーション制作はアームスが担当している。
終劇「罪と罰」は惨劇一「里香」・惨劇二「琴未」・惨劇三「美由紀」に一部新作を加えて再構成した作品。終劇「罪と罰」はDVDが未発売となったため、VHS版またはLD版（遺作 終劇「罪と罰」ExtraBox）のみ存在する。

## 小説
ケイエスエスより麻田卵人による小説「遺作」が出版された。全3巻。
- 「遺作〈第壱幕〉淫虐の旧校舎」 1998年10月15日、ISBN 9784877092498
- 「遺作〈第弐幕〉凌虐のビデオテープ」 1999年5月30日、ISBN 9784877093280
- 「遺作〈第参幕〉苛虐の火炎」 1999年10月30日、ISBN 9784877093815

## 備考
- タイトルとなっている『遺作』は、「エルフの社屋移転前最後の作品」という意味で命名されたが、雑誌にタイトルだけ大書きされた広告が掲載された際に「エルフが倒産（もしくは解散）したのでは?」という憶測が流れ、その意味でも話題となった作品である。イメージイラストにタイトルだけの広告は、この後もエルフの新作が出るたびに行われる定番となり、ゲーム内容を詳細に伝えようとする他社の広告と比べて異彩を放つこととなる。
- 原画を担当した横田守は、本作を最後にエルフの仕事から手を引くことになった。

## 関連文献
- ELF MANIAX（ISBN 4-88641-361-7）